# 眾議院 (巴林)
眾議院（羅馬化：Majlis an-nuwab）是巴林国民议会的下議院。众议院根据2002年巴林憲法設立，由普選產生的40议员組成。